# Aleksander Polihistor
Lucius Cornelius Alexander Polyhistor, gr. Ἀλέξανδρος ὁ Πολυΐστωρ (I wiek p.n.e.) – starogrecki pisarz i erudyta.
Urodził się około 105 p.n.e. i pochodził z Miletu bądź Karii. Dostał się do niewoli rzymskiej i został przewieziony do Rzymu, gdzie w 82 p.n.e. został wyzwolony przez Sullę. Po wyzwoleniu pozostał w Italii, gdzie przyjął imię Lucius Cornelius Alexander. Jego uczniem był Gajusz Juliusz Hygin. Polihistor zginął w pożarze swojego domu w Laurentum.
Jego pozbawiona naukowych ambicji twórczość obejmowała pisma o różnorodnej tematyce, co dało początek terminowi polihistor odnoszonemu do osoby posiadającej wiedzę z wielu różnych dziedzin. Prace Aleksandra stanowiły materiał źródłowy dla Pauzaniasza i Owidiusza.

## Niektóre dzieła
- Aigyptiaka (O Egipcie)
- Peri Rhomes (O Rzymie)
- Ta Korinnes hypomnemata (Komentarz do Korynny)
- Peri pythagorikon symbolon (O symbolach pitagorejskich)
- Thaumasion synagoge (Zbiór cudowności)